# Hylaea
Genre
Hylaea est un genre de lépidoptères (papillons) de la famille des Geometridae.

## Liste des espèces
Selon BioLib (16 mai 2018) :
- Hylaea fasciaria (Linnaeus, 1758)
- Hylaea mediterranea Sihvonen et al., 2014
- Hylaea pinicolaria (Bellier, 1861)